# Marcial de Mérida
Marcial fue un eclesiástico hispanorromano, obispo libelático de Mérida a mediados del siglo III.
Marcial era obispo católico de Mérida hacia el año 249 cuando comenzaron las persecuciones contra los cristianos decretadas por el emperador Decio. Para evitar éstas, Marcial compró un libellus, una certificación expedida por las autoridades romanas mediante la cual su poseedor quedaba exento de la persecución. 
Este tipo de acciones estaba reputadas como una grave falta por la comunidad cristiana: el libelático no estaba obligado a adorar explícitamente a los dioses paganos, pero al valerse del dinero para no confesar su religión y al estar exento de la persecución de los que acosaban a los cristianos, quedaba apartado de estos en el concepto público. 
Una comisión de obispos comarcanos decidió deponer a Marcial de su silla episcopal, nombrando a Félix para sucederle al frente de la diócesis.
A semejanza del obispo Basílides de Astorga, que en la misma situación había apelado al papa Esteban I y ocultándole subrepticiamente los detalles de su destitución consiguió el rescripto papal por el que se ordenaba restituirle en su diócesis, Marcial también consiguió que el papa anulara su deposición. 
Los obispos que habían entendido en el proceso canónico, sorprendidos por la decisión papal, apelaron a los obispos del norte de África; en el año 254 Cipriano de Cartago reunió un concilio de 36 obispos en el que se determinó la expulsión de la iglesia de Basílides y Marcial. La epístola n.º 68 de Cipriano, redactada tras el concilio, es la fuente histórica de la que provienen las noticias sobre este episodio.
Se desconoce el destino final de ambos inculpados; se supone que la iglesia de Roma, mejor informada de los detalles, dio la razón a los obispos africanos y mantuvo a Marcial alejado de la diócesis.